# Larvae

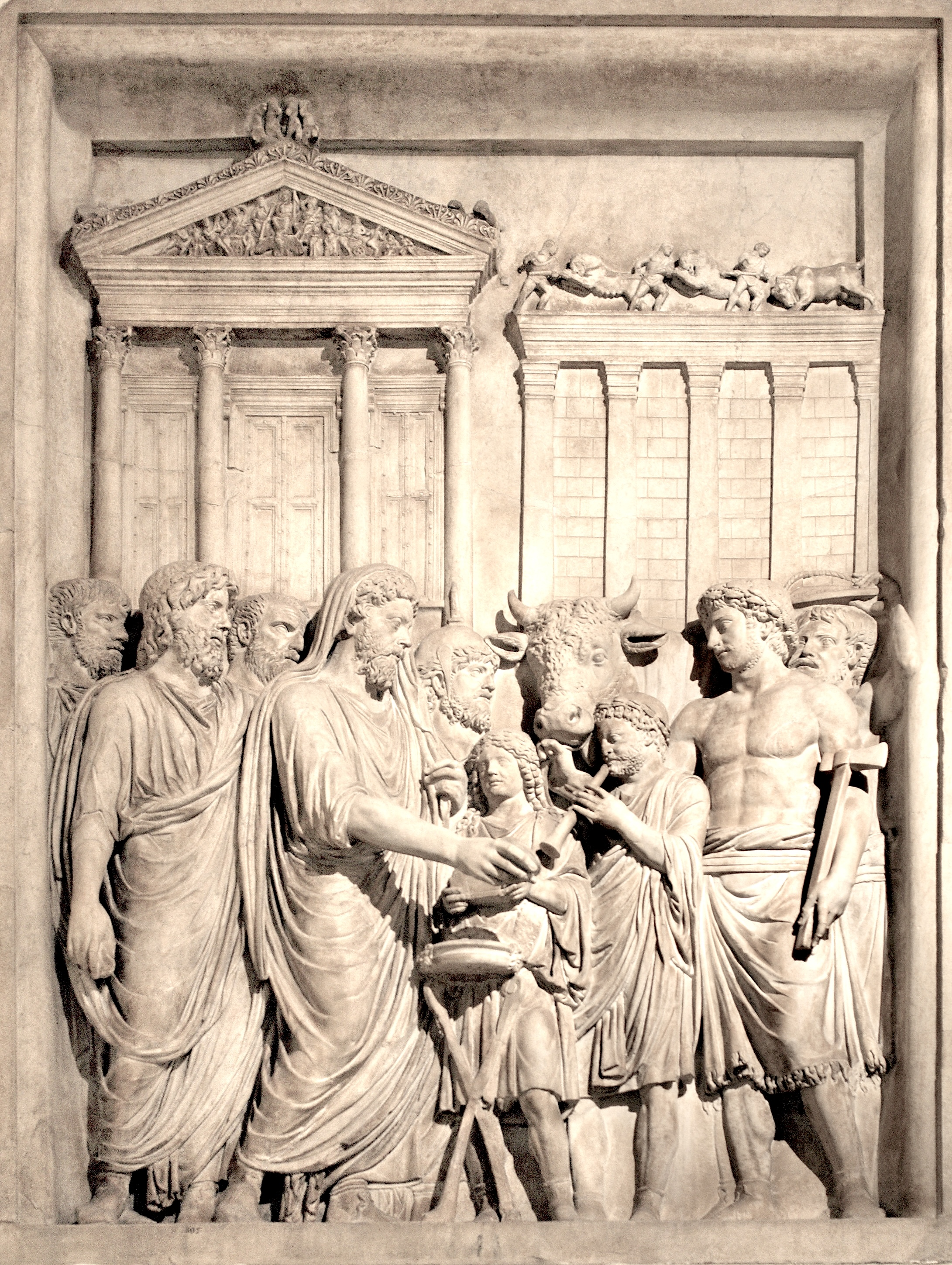
(imagen de los romanes)

En la mitología romana, las larvae (en español, «larvas») o lemures (en español, «lémures», en singular, «lémur») eran los espectros o espíritus de la muerte; eran la versión maligna de los lares. Algunos autores romanos describen a los lemures como el nombre común para todos los espíritus de la muerte, y los dividen en dos clases: los lares, o almas benevolentes de la familia, que protegen la domus o casa, y las larvae, o inquietas y horribles almas de hombres malvados. Pero la más común idea era que los lemures y las larvae eran lo mismo. Se decía de ellas que vagaban por la noche y que atormentaban y asustaban a los vivos.
El 9, 11 y 13 de mayo, se celebraba la Lemuralia o Lemuria, la fiesta de los lemures, en la que se ofrecían judías negras a las larvae con la esperanza de hacerlas propicias; se usaban también ruidos fuertes para alejarlas.
Los lémures (primates de Madagascar) fueron llamados así por el naturalista Linneo por sus grandes ojos, hábitos nocturnos y los sonidos tremendos que hacen por la noche. Algunas especies de lémur fueron identificadas por sus llamadas incluso antes de que fuesen vistos individuos concretos. Linneo acuñó también el uso moderno de la palabra 'larva' para denotar el estadio de oruga en el ciclo vital de los insectos.

## Singular
La forma en singular de larvae es larva tanto en latín como en español. El singular de lemures es lemur también en ambos idiomas. Dungeons & Dragons y otros mundos de fantasía han adoptado la forma regresiva lemure como singular, siguiendo las reglas de singularización del inglés y en consecuencia pronunciado probablemente como demure, immure, etc.